# Ligne 51 du tramway de Bruxelles
Pour les articles homonymes, voir Ligne 51.
La ligne 51 du tramway de Bruxelles est une ligne de tramway mise en service le 30 juin 2008, qui relie la Gare du Midi au Stade roi Baudouin.
La ligne 51 a été créée dans le cadre de la mise en œuvre du nouveau réseau de la STIB. Elle reliait au départ Van Haelen à Stade mais depuis le 28 août 2023, la partie sud (Albert – Van Haelen) de la ligne porte le numéro 18, la partie centrale (Gare du Midi – Albert), supprimée le 5 novembre 2022, n'est pas rétablie, et seul le tronçon nord (Stade – Gare du Midi) porte encore le numéro 51. Elle empruntait entre Lemonnier et Albert, l'axe Nord-Sud.

## Histoire

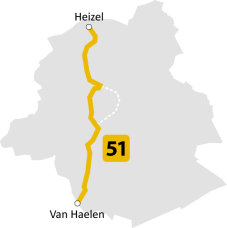
L'ancien tracé.

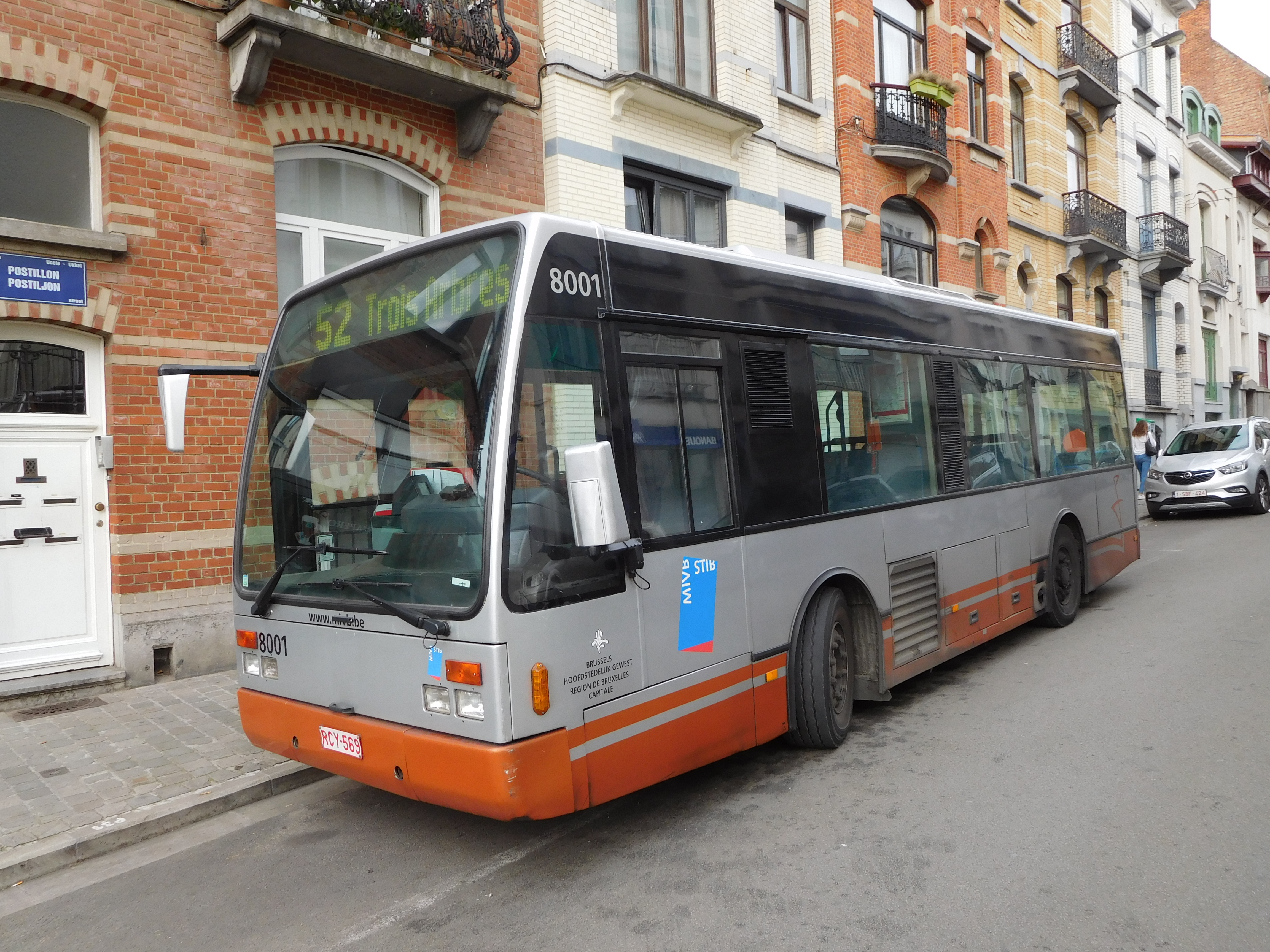
Van Hool 8001 de la STIB sur la ligne 52 temporaire

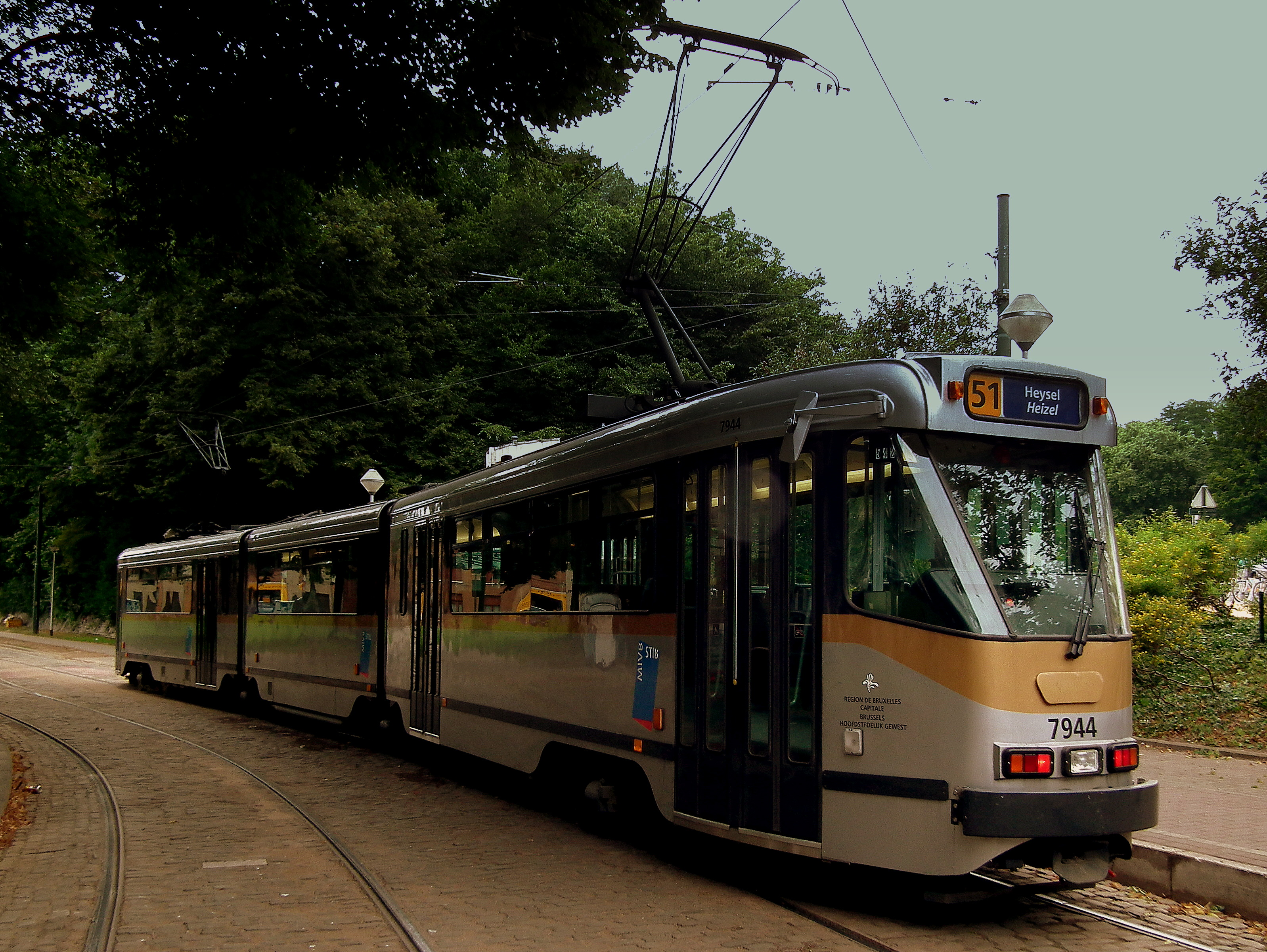
La motrice 7944 sur la ligne 51 à Centenaire

La ligne est créée le 30 juin 2008 dans le cadre de la grande restructuration de la STIB qui dure de mars 2006 à l'été 2008, soit un peu plus de 2 ans. Elle devait à l'origine être nommée la ligne 16 car l'indice 51 était destiné à l'actuelle ligne 4. Elle reprend le tronçon Heysel - Gare du Midi de la ligne 81 et le tronçon Gare du Midi - Silence de la ligne 55.
Elle reliait jusqu'au dimanche 3 août 2008, le Heysel à Silence. Jusqu'au vendredi 26 septembre 2008 inclus, le terminus fut reporté de Silence à Uccle Calevoet, terminus provisoire, le temps des travaux du prolongement. À partir du lundi 29 septembre 2008, elle fut enfin mise en service entre Silence et Van Haelen, la ligne relie normalement jusqu'au dimanche 12 octobre 2008, de Heysel à Van Haelen. Du lundi 13 octobre 2008 au dimanche 3 janvier 2010, elle relia provisoirement Stade à Van Haelen, le temps de remodeler le terminus Heysel. Lundi 4 janvier 2010, la ligne est rétablie et dessert à nouveau le Heysel. C'est ainsi qu'elle relie le nouveau terminus du Heysel à Van Haelen. Depuis le 10 mars 2014, son terminus du Heysel est à nouveau ramené a Stade.
Durant l’été 2017, à l'occasion du remplacement des voies chaussée d'Alsemberg, rue de Stalle et square des Héros, les trams avaient leur terminus à Globe tandis que deux lignes de bus provisoires furent mis en service avec un tracé très fortement dévié :
- une ligne numérotée 51, entre Van Halen et Héros via la chaussée de Saint-Job et le Dieweg
- une courte ligne numérotée 52, entre le Square Marlow et l'arrêt "Trois arbres" via les petites rues du quartier (où seuls les Van Hool A308 pouvaient circuler)

À cette occasion, une bifurcation a également été mise en place entre la chaussée d'Alsemberg et l'avenue Brugmann au Globe (ainsi qu'une voie de rebroussement sur site propre) afin de permettre aux trams de la ligne 51 de prendre la rue de Stalle par l'itinéraire des trams 4 et 97 et de rejoindre le dépôt ucclois Marconi. Ces voies pourront peut-être même à l'avenir servir pour une nouvelle ligne de tram.
Depuis le 31 août 2020 et jusqu'à novembre 2022, le tram 51 est dévié entre les arrêts Globe et Albert par l'itinéraire de la ligne 4 en raison d'importants travaux de renouvellement des voies associés au réaménagement de la chaussée d'Alsemberg dans le centre d'Uccle, à la construction de nouveaux quais surélevés, à la mise au gabarit pour les trams T3000 et à la rénovation des égouts par la société Vivaqua. Le bus navette 70 assure la desserte partielle des arrêts entre la place Albert l'arrêt Globe, continuant vers le Homborch.
Le 5 mai 2021, un incendie d'origine électrique endommage la structure du pont Saintcelette sur le canal Charleroi-Bruxelles, lequel ne devrait pas être réparé avant 2023 ; les trams 51 sont coupés entre les arrêts Marguerite Duras et Belgica jusqu'au mois de septembre 2021 où une voie de secours provisoire permettra de contourner la partie fermée pour travaux.
Le 5 novembre 2022, la ligne 51 — alors la plus longue de Bruxelles — est scindée temporairement en deux sections conservant toutefois l'indice 51 : l'une entre Stade et Gare du Midi (rue Couverte) et la seconde entre Altitude Cent et Van Haelen. La mise en place de cette nouvelle configuration, due à la fin des travaux sur la chaussée d'Alsemberg, deviendra définitive en septembre 2023 avec la mise en service du nouveau terminus à Albert. Le 26 juillet 2023, la STIB annonce que le tronçon Sud entre Altitude Cent et Van Haelen portera alors le numéro 18 ; le numéro 51 étant conservé pour le tronçon entre Stade et Gare du Midi
Pour relier les deux tronçons, les voyageurs sont invités à emprunter les trams des lignes 3 et 4 ou le bus 48. La section de Lemonnier à Albert n'est plus desservie que par deux lignes de trams (3 et 4). La ligne de bus-navette 70 n'est pour autant pas supprimée mais continue à circuler entre Héros et le Homborch en renfort des lignes existantes.
Alors que les travaux se poursuivent dans la station de métro Albert à Forest pour pouvoir accueillir la future ligne 3 du métro, la situation définitive s'établira comme suit, :
- Terminus souterrain de la ligne 18 à Albert, avec voies en impasse, mis en service en septembre 2023[6] ;
- Niveau inférieur, utilisé par les lignes 3 et 4, destiné à être remplacé en 2025 par le terminus du métro 3 : (Albert - Midi - Nord - Bordet) ;
- Au même niveau que le terminus du 18, construction d'un terminus pour les trams des lignes 4 et 7 qui entrera en fonction en 2025. La ligne de tramway 3 cessera alors d'exister.

La station Albert, pôle de correspondance, sera réaménagée et dotée d'ascenseurs pour les vélos.
La rupture de charge pour les voyageurs à Albert, contraints de changer de véhicule, et les problèmes rencontrés lors du creusement du tunnel du futur métro sous le palais du Midi poussent plusieurs associations dont l'ARAU à proposer un projet de Prémétro+ rétablissant une forme de continuité de la ligne 51 sous la forme d'un prolongement de la ligne 55 entre la gare du Nord et le niveau inférieur de la station Albert, où passaient les trams 51 jusqu'en 2020.
Le 28 août 2023, la partie sud (Albert-Van Haelen) devient la ligne 18, recréée 16 ans après sa suppression.

## Tracé et stations
La ligne 51 du tramway de Bruxelles part de Stade, terminus en correspondance avec la ligne de tramway 93 sur l'avenue Houba de Strooper. Les trams de la ligne prennent ensuite l'avenue Stiénon puis les avenues Rommelaere et Ernest Masoin. Ils desservent ensuite l'hôpital Brugmann à travers la place Arthur Van Gehuchten puis empruntent l'avenue Guillaume de Greef où ils rejoignent la ligne de tram 19 au niveau de la station Guillaume de Greef . Ils desservent le cimetière de Jette puis ils se séparent des trams des lignes 19 et 93. Ensuite, ils continuent sur l'avenue Charles Woeste jusqu'au niveau de la station Belgica, aussi en correspondance avec la ligne de Métro 6, sur la place Philippe Werrie. Puis, ils prennent ensuite le boulevard Belgica, passent à proximité du square des Libérateurs et vont sur le boulevard du Jubilé. À partir de là, ils suivent l'itinéraire de la ligne de Métro 2 et 6 de Ribaucourt à Yser, en desservant au passage, l'ancienne future station Sainctelette. Les véhicules desservent le quai du Commerce, la rue de la Forêt d'Houthulst et passent au niveau de la Porte de Flandre, puis sur le boulevard Barthélémy. Ils passent au niveau de la Porte de Ninove, sur le boulevard de l'Abattoir, au niveau de la Porte d'Anderlecht. Ils sont désormais sur le boulevard du Midi et entrent dans l'axe Nord-Sud au niveau de Lemonnier pour ressortir à Albert après avoir desservi la Gare du Midi, la Porte de Hal, Horta (barrière de Saint-Gilles). Les trams sortent du tunnel pour desservir l'avenue Bertrand, la place de l'Altitude Cent (Église Saint-Augustin) puis l'avenue Van Goidtsenhoven, la chaussée d'Alsemberg en desservant entre-temps Globe en correspondance avec la ligne 4 et 97. Ensuite, ils desservent la gare d'Uccle-Calevoet puis la rue Engeland, du Château d'Or et retournent à nouveau, sur la chaussée d'Alsemberg afin d'arriver au niveau de Silence (aujourd'hui appelé Crématorium), station permettant la desserte du cimetière de Saint-Gilles et enfin, aboutissent à l'extrémité de la Région de Bruxelles-Capitale où se trouve le terminus Van Haelen, au point de rencontre de quatre communes (Uccle, Drogenbos, Beersel et Linkebeek)
Depuis septembre 2017, à l'occasion du renouvellement d'une partie des voies, une connexion à double voie a été construite à Globe avec la ligne empruntée par les trams 4 et 97. Elle permet non seulement l'acheminement de matériel vide plus rapidement mais a déjà été utilisée comme déviation par quelques trams 51 entre Globe et Albert empruntant le trajet en site propre de la ligne 4 lorsque la chaussée d'Alsemberg, qui a toujours représenté un goulot d'étranglement sur cette ligne, est congestionnée.
Entre 2020 et 2022, cet itinéraire est devenu le seul utilisé par les trams 51 en raison de travaux importants chaussée d'Alsemberg et à l'arrêt Albert.
À partir du 5 novembre 2022, les trams 51 recommencent à desservir la chaussée d'Alsemberg, dont la voie et les quais ont été renouvelés. En attendant la mise en service du nouveau terminus à Albert, cette partie de la ligne se termine au rond-point de l'Altitude Cent. Les trams 51 cessent dès lors de circuler entre Uccle et la gare du Midi. Le terminus des trams venant de Stade est alors installé dans la rue Couverte de la gare du Midi, scindant la ligne en deux moitiés indépendantes conservant le même numéro.
À partir du 28 août 2023, la ligne 51 est définitivement limitée au trajet Stade – Gare du Midi tandis que la partie sud, depuis la station Albert rénovée jusqu'à Van Haelen, prend le numéro 18.

### Les stations
|  |   |  | Stations              | Lat/Long                    | Type     | Communes                         | Correspondances                                                                           |
|  | - |  | --------------------- | --------------------------- | -------- | -------------------------------- | ----------------------------------------------------------------------------------------- |
|  | ● |  | Stade                 | 50° 53′ 37″ N, 4° 19′ 55″ E |          | Laeken (Bruxelles-ville)         | (T) · (9) · (93) · (B) · (N18)                                                            |
|  | ○ |  | Stiénon               | 50° 53′ 27″ N, 4° 19′ 49″ E |          | Laeken (Bruxelles-ville)         | (T) · (93) · (B) · (83)                                                                   |
|  | ○ |  | Polyclinique Brugmann | 50° 53′ 21″ N, 4° 20′ 04″ E |          | Laeken (Bruxelles-ville)         | (T) · (93)                                                                                |
|  | ○ |  | Hôpital Brugmann      | 50° 53′ 10″ N, 4° 20′ 02″ E |          | Laeken (Bruxelles-ville) / Jette | (T) · (93) · (B) · (83)                                                                   |
|  | ○ |  | Guillaume de Greef    | 50° 52′ 57″ N, 4° 20′ 08″ E |          | Jette                            | (T) · (19) · (62) · (93) · (B) · (88)                                                     |
|  | ○ |  | Cimetière de Jette    | 50° 52′ 46″ N, 4° 20′ 03″ E |          | Jette                            | (T) · (19) · (62) · (93) · (B) · (88)                                                     |
|  | ○ |  | Démineurs             | 50° 52′ 40″ N, 4° 19′ 58″ E |          | Jette                            | (B) · (14) · (88)                                                                         |
|  | ○ |  | Woeste                | 50° 52′ 30″ N, 4° 20′ 01″ E |          | Jette                            | (B) · (53)                                                                                |
|  | ○ |  | Odon Warland          | 50° 52′ 15″ N, 4° 20′ 05″ E |          | Jette                            |                                                                                           |
|  | ○ |  | Belgica               | 50° 52′ 03″ N, 4° 20′ 09″ E |          | Jette / Molenbeek-Saint-Jean     | (M) · (6) · (B) · (14)                                                                    |
|  | ○ |  | Vanderstichelen       | 50° 51′ 58″ N, 4° 20′ 19″ E |          | Molenbeek-Saint-Jean             | (B) · (14)                                                                                |
|  | ○ |  | Jubilé                | 50° 51′ 41″ N, 4° 20′ 18″ E |          | Molenbeek-Saint-Jean             |                                                                                           |
|  | ○ |  | Ribaucourt            | 50° 51′ 37″ N, 4° 20′ 27″ E |          | Molenbeek-Saint-Jean             | (M) · (2) · (6) · (B) · (20) · (86)                                                       |
|  | ○ |  | Sainctelette          | 50° 51′ 33″ N, 4° 20′ 41″ E |          | Molenbeek-Saint-Jean             |                                                                                           |
|  | ○ |  | Yser                  | 50° 51′ 28″ N, 4° 20′ 57″ E |          | Bruxelles-ville                  | (M) · (2) · (6) · (B) · (46) · (N18)                                                      |
|  | ○ |  | Marguerite Duras      | 50° 51′ 20″ N, 4° 20′ 47″ E |          | Bruxelles-ville                  |                                                                                           |
|  | ○ |  | Porte de Flandre      | 50° 51′ 11″ N, 4° 20′ 29″ E |          | Bruxelles-ville                  | (M) · (1) · (5) · (B) · (89) · (N16)                                                      |
|  | ○ |  | Porte de Ninove       | 50° 50′ 58″ N, 4° 20′ 16″ E |          | Bruxelles-ville                  | (B) · (89) · (N16)                                                                        |
|  | ○ |  | Arts et Métiers       | 50° 50′ 51″ N, 4° 20′ 17″ E |          | Bruxelles-ville                  | (T) · (82)                                                                                |
|  | ○ |  | Porte d'Anderlecht    | 50° 50′ 42″ N, 4° 20′ 20″ E |          | Bruxelles-ville                  | (T) · (82) · (B) · (46) · (N13)                                                           |
|  | ○ |  | Lemonnier             | 50° 50′ 24″ N, 4° 20′ 27″ E | Prémétro | Bruxelles-ville                  | (T) · (4) · (10) · (82) · (B) · (N13)                                                     |
|  | ● |  | Gare du Midi          | 50° 50′ 12″ N, 4° 20′ 15″ E |          | Saint-Gilles                     | (M) · (2) · (6) · (T) · (4) · (10) · (81) · (82) · (B) · (48) · (49) · (50) · (73) · (78) |

~.  N’est pas exploité après 20 heures.
+.  N’est pas exploité avant 20 heures.

## Exploitation de la ligne

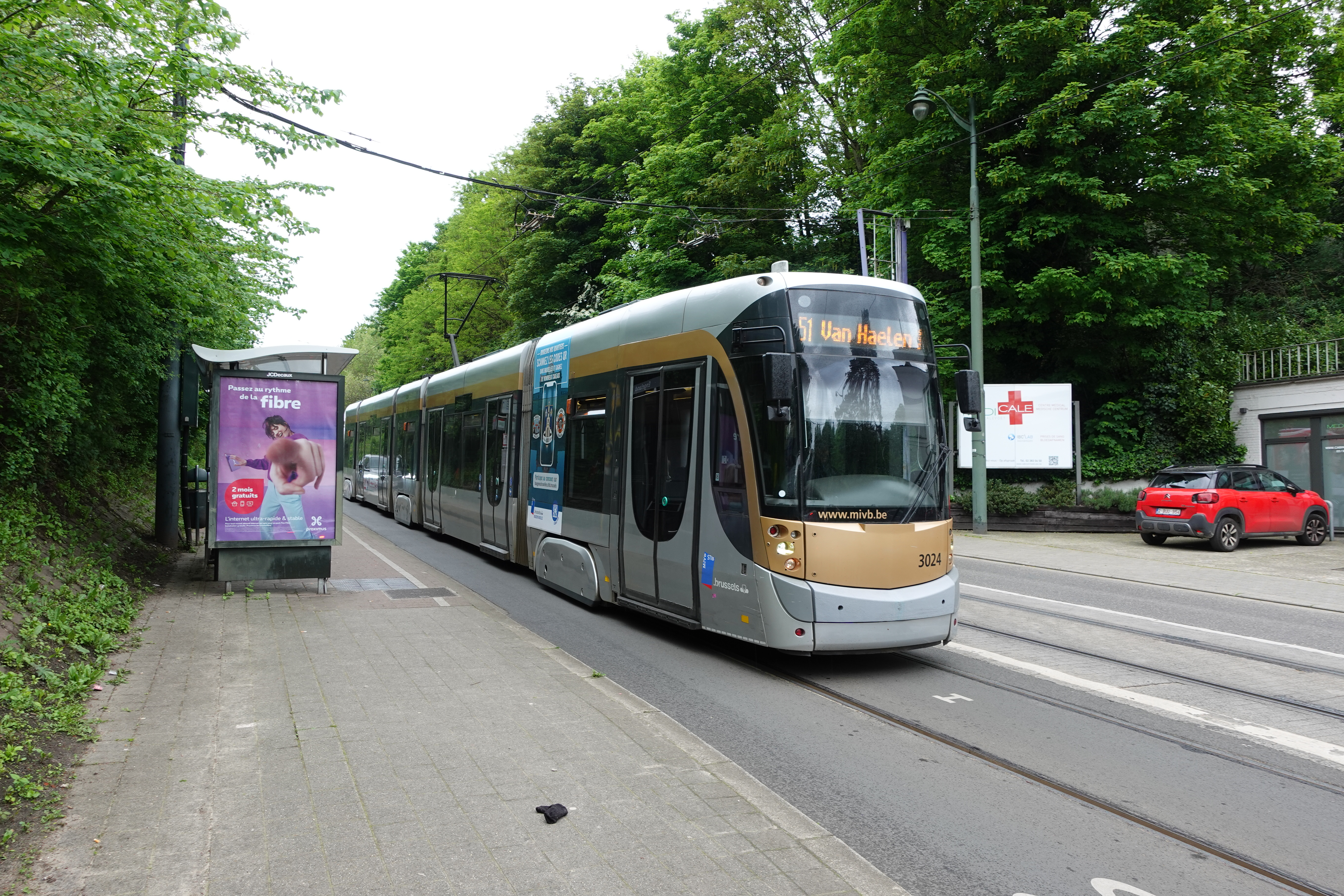
Le T3024 à Engeland sur la partie sud de la ligne qui porte aujourd'hui le numéro 18.

La ligne 51 du tramway de Bruxelles est exploitée par la STIB. Elle fonctionne environ entre 5 h 20 et 1 h, tous les jours sur la totalité du parcours. Les tramways rallient Stade à Van Haelen en 60 minutes en moyenne.

### Fréquence

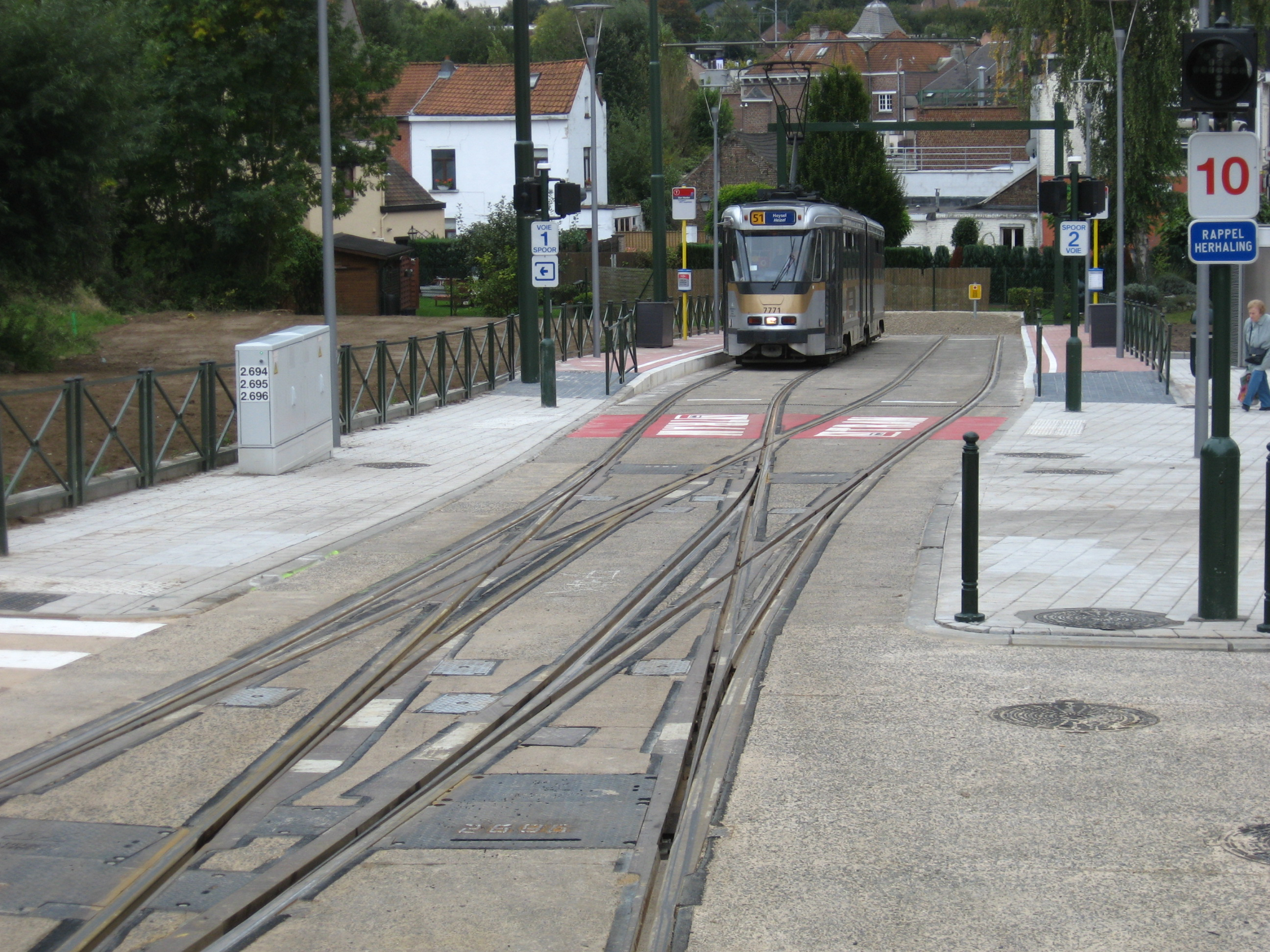
La motrice 7771 à Van Haelen, ancien terminus sud.

Les temps de parcours sont donnés à titre indicatif à partir du site de la STIB.
- En journée :
  - Du lundi au vendredi…
    - Horaire d'hiver : C'est un tram toutes les 6 minutes entre Van Haelen et Gare du Midi à 12 minutes entre Porte de Ninove et Stade et toutes les 10 minutes en heure creuse sur la totalité du tracé
    - Petites vacances scolaires : C'est un tram toutes les 7 minutes 30 entre Van Haelen et Gare du Midi à 15 minutes entre Porte de Ninove et Stade et toutes les 12 minutes en heure creuse sur la totalité du tracé
    - Grandes vacances : C'est un tram toutes les 7 minutes 30 entre Van Haelen et Gare du Midi à 15 minutes entre Porte de Ninove et Stade et toutes les 15 minutes en heure creuse sur la totalité du tracé

  - Les samedis…
    - Horaire d'hiver et Petites vacances scolaires : c'est un tram toutes les 20 minutes avant 10 h et ensuite toutes les 15 minutes
    - Grandes vacances : C'est un tram toutes les 20 minutes toute la journée

  - Les dimanches, c'est un tram toutes les 20 minutes avant 10 h et ensuite toutes les 15 minutes
- En soirée, c'est un tram toutes les 20 minutes, toutes périodes confondues.

### Matériel roulant

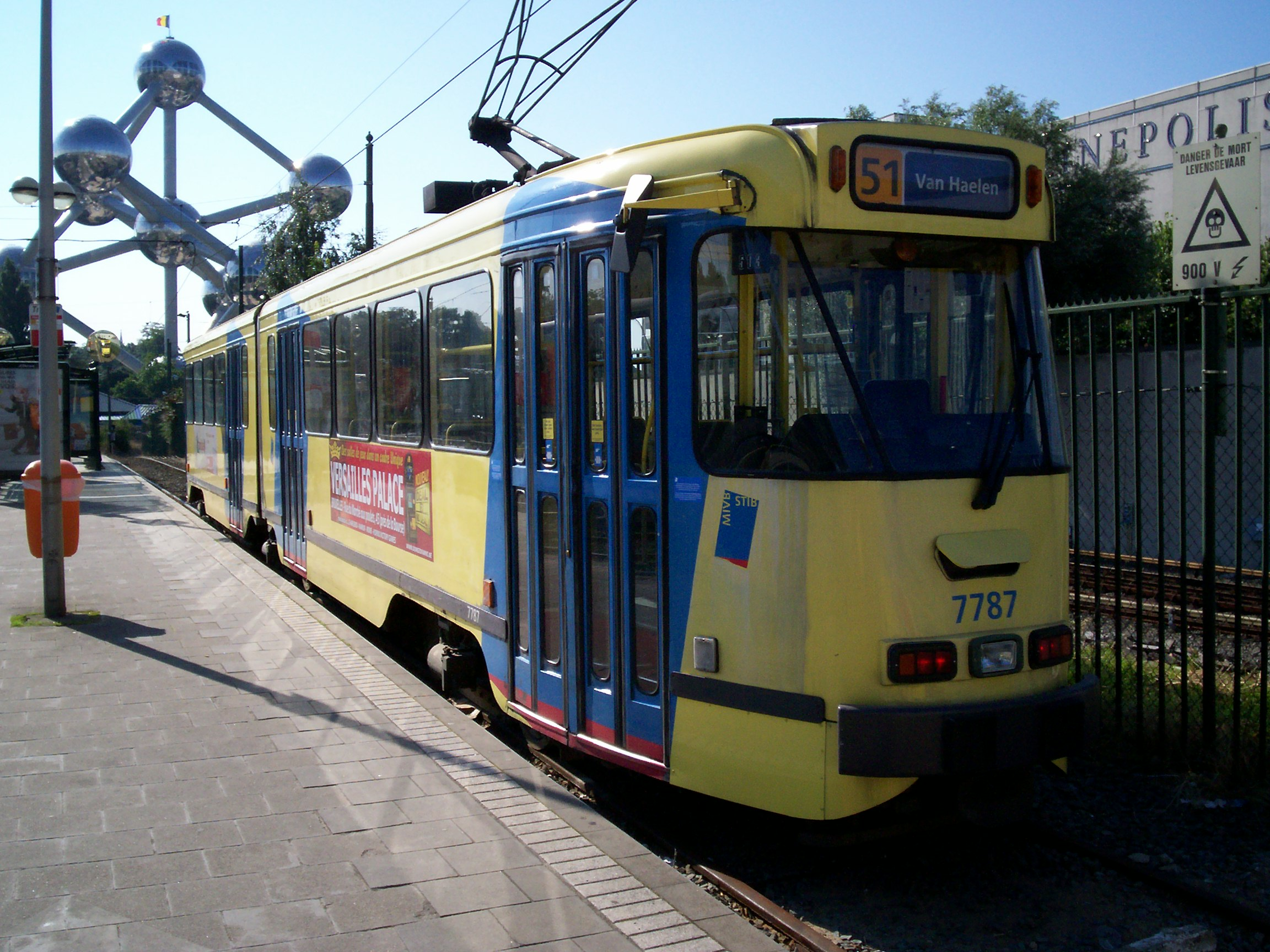
Le PCC 7787 à Heysel, ancien terminus nord.

La ligne 51 est généralement exploitée par des PCC 7900, les plus longs véhicules du type PCC. Des PCC 7700/7800 peuvent encore arpenter la ligne de manière exceptionnelle. Depuis avril 2023, des T3200 circulent également sur la ligne.

### Tarification et financement
La tarification de la ligne est identique à celles des autres lignes (hors cas de la desserte de l'aéropport) exploitées par la STIB et dépend soit des titres Brupass et Brupass XL permettant l'accès aux réseaux STIB, TEC, De Lijn et SNCB soit des titres propres à la STIB valables uniquement sur ses lignes.
Le financement du fonctionnement de la ligne, entretien, matériel et charges de personnel, est assuré par la STIB.